# Aran Fawddwy
Aran Fawddwy je hora na jihu pohoří Snowdonia, jejíž vrchol dosahuje výšky 905 m n. m. Nedaleko vrcholu jižním směrem leží vesnice Dinas Mawddwy. Poblíž se rovněž nachází vesnice Llanymawddwy a Llanuwchllyn. Na východním svahu hory leží malé jezero Creiglyn Dyfi, ze kterého vytéká řeka Dyfi. Na vrcholu se nachází mohyla, která připomíná muže zasaženého bleskem.